# Râul Cetățuia, Râul Târgului
Râul Cetățuia este un râu afluent al Râului Tàrgului.